# Tata Venture
Tata Venture — индийский минивэн производства Tata Motors. Автомобиль впервые был представлен на выставке Auto Expo 5 января 2010 года. Его конкуренты — Maruti Suzuki India Ltd, Mahindra & Mahindra Limited, Toyota, Chevrolet и Force Motors. Серийное производство стартовало 6 января 2011 года.
За всю историю производства автомобиль Tata Venture комплектовался турбодизельным двигателем внутреннего сгорания объёмом 1,4 литра, мощностью 71 л. с. при 4500 об/мин и крутящим моментом 135 Н*м при 2500 об/мин. Трансмиссия — механическая, пятиступенчатая. Для комфорта автомобиль оборудован кондиционером, двойным отоплением, вентиляцией, гидроусилителем руля, парковочным радаром и электростеклоподъёмниками. Дверь открывается без ключа. Вместимость минивэна 5—8 пассажиров.
Производство автомобиля завершилось в 2017 году.   